# Franciszek Kornicki
Franciszek Kornicki   (Wereszyn, 18 de desembre de 1916 - Worthing, 17 de novembre de 2017) va ser un pilot de combat polonès que va servir a la Força Aèria Polonesa durant la Segona Guerra Mundial i posteriorment a la Royal Air Force britànica. Com a part de les forces del Govern polonès a l'exili va lluitar en la batalla d'Anglaterra i va arribar a liderar diversos esquadrons. Després de la guerra va quedar-se a viure al Regne Unit on va seguir col·laborant amb la RAF i va aconseguir un lloc al ministeri de defensa. El 2012 el President de Polònia Bronisław Komorowski li va atorgar la Creu de Comandant de l'Orde Polònia Restituta.

## Obres
- Kornicki, Franciszek. Polish Air Force – Chronicle of Main Events. UK: Polish Air Force Association of Great Britain, 1993.
- Kornicki, Franciszek. The struggle : biography of a fighter pilot.  Sandomierz: Stratus, 2008. ISBN 978-83-89450-80-7.